# 제1차 취리히 전투
제1차 취리히 전투(프랑스어: Première bataille de Zurich)는 1799년 6월 4일~6월 7일에 헬베티아 공화국에서 벌어졌다. 1798년, 헬베티아 공화국에도 프랑스 혁명 전쟁의 불씨가 번졌다. 프랑스 장군 앙드레 마세나는 오스트리아가 지키고 있었던 취리히를 강탈하는 것을 포기하고, 리마트강 너머로 퇴각했다.
여름 동안, 알렉산드르 코르사코프 장군이 이끄는 러시아군이 오스트리아군의 뒤를 따라 도착했다. 같은 해 9월 25일, 제2차 취리히 전투가 벌어졌다, 프랑스군은 동맹군을 무찌르고 도시를 탈환했고, 스위스에서 휴식을 취할 수 있었다.

## 배경

### 정치외교적 상황
처음에 유럽의 통치자들은 프랑스 혁명을 프랑스 왕과 신하들 사이의 사건이며, 그들이 간섭해야 할 일이 아닌 것으로 보았다. 혁명적 수사가 더욱 과격해지면서, 그들은 유럽 군주의 이익을 루이 16세와 왕실 가족들의 이익과 하나라고 선언했다. 이 필니츠 선언은 모호했지만, 왕실에 무슨 일이 생기면 심각한 결과를 초래할 것이라고 위협했다. 프랑스의 입장은 점점 더 어려워졌다. 국제 관계의 문제를 복잡하게 만드는 프랑스 망명자들은 반혁명을 지지하기 위해 계속 동요했다. 1792년 4월 20일 프랑스 국민회의는 오스트리아에 선전포고를 했다. 이 제1차 대프랑스 동맹에서(1792-1798), 프랑스는 육지와 수역 국경을 공유하는 대부분의 유럽 국가와 포르투갈 및 오스만 제국과 맞서 싸웠다. 연합군은 베르됭, 카이저슬라우테른, 네르빈덴, 마인츠, 암베르크 및 뷔르츠부르크에서 여러 차례 승리를 거두었지만, 이탈리아 북부에서 나폴레옹 보나파르트의 노력으로 오스트리아군이 밀려났고, 레오벤 조약(1797년 4월 17일)과 그 이후의 캄포포르미오 조약(1797년 10월 17일) 협상으로 이어졌다.
이 조약은 정확한 영토와 세부 사항을 해결하기 위해 관련 당사자 간의 회의를 요구했다. 라인란트 중부의 작은 마을인 라슈타트(Rastatt)에서 소집된 의회는 음모와 외교적 자세의 수렁에 빠져 빠르게 결렬되었다. 프랑스는 더 많은 영토를 요구했다. 오스트리아군은 지정된 영토를 양도하는 것을 꺼려했다. 의회의 문제를 가중시키면서, 프랑스와 대부분의 제1차 대프랑스 동맹국 사이에 긴장이 고조되었다. 나폴리의 페르디난도 1세는 프랑스에 합의한 조공을 바치는 것을 거부했고, 그의 신하들은 이러한 거부에 따라 반란을 일으켰다. 프랑스는 나폴리를 침공하고 파르테노피아 공화국을 세웠다. 프랑스 공화국의 부추김을 받고, 스위스 주에서 일어난 공화주의 봉기는 스위스 연방을 전복시키고, 헬베티아 공화국을 수립했다. 프랑스 총재정부는 오스트리아군이 또 다른 전쟁을 시작할 계획이라고 확신했다. 실제로 프랑스가 약해 보일수록 오스트리아, 나폴리, 러시아, 영국이 이 가능성에 대해 더 진지하게 논의했다. 봄이 한창일 때 오스트리아군은 러시아의 차르 파벨 1세와 협정을 맺어 전설적인 알렉산드르 수보로프가 은퇴하지 않고, 또 다른 60,000명의 병력으로 이탈리아의 오스트리아를 도왔다.

### 1799년 전쟁 발발
1799년, 프랑스 총재정부의 군사 전략은 이탈리아 중부, 이탈리아 북부, 스위스 주, 라인란트 상부, 네덜란드 등 모든 전선에서 공세를 펼칠 것을 요구했다. 이론적으로 프랑스군은 25만 명의 연합군을 보유하고 있었지만, 이는 서류상 수치였지, 실질적인 수치는 아니었다. 1799년 겨울이 되자 장바티스트 주르당 장군과 다뉴브 군대는 5만 병력과 25,000명의 실제 병력으로 3월 1일 바젤과 켈 사이의 라인강을 건넜다. 이 도하는 공식적으로 캄포포르미오 조약을 위반한 것이었다. 다뉴브의 군대는 검은숲, 3월 중순까지 스위스고원의 서쪽과 북쪽 가장자리에 오스트라흐 마을 옆에 공세 진지를 구축했다. 앙드레 마세나는 이미 30,000명의 병력을 이끌고 스위스로 진격하여 인강의 그리종 알프스, 쿠어 및 핀스터뮌츠를 성공적으로 통과했다. 이론적으로 그의 왼쪽 측면은 콘스탄스호의 동쪽 호반에서 피에르 마리 바르텔레미 페리노가 지휘하는 주르당의 오른쪽 측면과 연결되는 것이었다.
오스트리아군은 티롤에서 도나우강까지 일렬로 늘어선 자신들의 군대를 배치했다. 하인리히 폰 벨가르드 백작이 지휘하는 46,000명의 군대가 티롤을 방어했다. 프리드리히 남작 폰 호체가 지휘하는 26,000명의 작은 오스트리아군이 포어아를베르크를 지키고 있었다. 카를 대공 휘하의 8만 명에 가까운 병력이 있는 주요 오스트리아군은 레흐강의 동쪽에 있는 바이에른, 오스트리아, 잘츠부르크 영토에서 겨울을 보냈다. 오스트라흐 (3월 21일)와 슈토카흐 전투에서(3월 25일), 주요 오스트리아군은 도나우강을 다시 검은 숲으로 밀어 넣었다. 카르 대공은 스위스 마을 샤프하우젠에서 라인강 상류를 건너는 계획을 세웠다. 프리드리히 폰 호체 남작은 일부 병력(약 8,000명)을 서쪽으로 가져갔고, 나머지는 포어아를베르크를 방어하도록 남겨두었다. 동시에 나우엔도르프 백작 프리드리히 요제프는 에글리자우를 통해 오스트리아 주력군의 좌익을 라인강 건너편으로 이끌었다. 그들은 주요 오스트리아 군대와 연합하여 취리히의 북쪽 접근 지점을 통제하고 마세나와의 교전을 강요할 계획이었다.
5월 중순까지 프랑스의 사기는 낮았다. 그들은 지원군으로 보충되었지만, 오스트라흐와 슈토카흐에서 끔찍한 손실을 입었다. 도나우 군대의 두 명의 고위 장교인 샤를 마티외 이시도르 데카앙과 장-조셉 앙즈 도풀은 고위 장교인 주르당이 제안한 위법 혐의로 군법 회의에 직면했다. 장바티스트 쥘 베르나도트와 로랑 드 구비옹 생 시르는 아프거나, 병수발 중이었다고 주장했으며, 건강을 회복하기 위해 군대의 야영지를 떠났다. 마세나의 군대는 펠트키르히에서 호체의 군대에 의해 격퇴당해 후퇴했다. 르쿠르브가 티롤에서 벨가르드의 오스트리아군에 맞서는 데 실패하자 마세나는 측면에서 후퇴하는 군대와 통신을 유지하기 위해 남쪽 날개와 중앙 및 북쪽 날개를 후퇴시켜야 했다. 이 시점에서 또한 스위스는 이번에는 프랑스에 대해 다시 반란을 일으켰고, 취리히는 마세나가 취할 수 있는 마지막 방어 위치가 되었다.

### 배치
오스트라흐와 슈토카흐 전투에 이어 스위스고원 북부(라인 북부와 다뉴브 남부 지역)에서 도나우 군대를 몰아낸 후 카를 대공의 상당한 병력(약 11만 명)이 다뉴브강을 건넜다. 샤프하우젠 서쪽, 그리고 취리히 앞에서 프리드리히의 포어아를베르크 군단, 남작 폰 호체와 합류할 준비가 되었다. 5월 한 달 동안, 당시 프랑스 헬베티아군과 다뉴브군 사령관이 된 앙드레 마세나는 취리히에 집중하기 위해 군대를 철수하기 시작했다. 카를 대공은 라인강을 건넜다. 5월 20일 나우엔도르프 휘하의 21개 대대와 13개 중대로 구성된 상급 군단과 함께 슈타인은 5월 20일 저녁에 18개 대대와 13개 중대로 마이닝겐과 발처스를 건넜다. 23일에 대공은 뷔징겐에서 라인강 너머로 15개 대대와 10개 중대를 이끌었다.
이중 갈래의 진격을 알게 된 마세나는 두 오스트리아 사령부 사이에 쐐기를 박을 기회를 포착했고 5월 25일 동쪽의 호체 군단과 북쪽의 나우엔도르프 군단에 대한 공격을 시작했다. 프란츠 페트라슈 휘하의 호체의 진군 부대는 술트에 의해 프라우엔펠트에서 쫓겨났고, 대공 미셸 네는 빈터투어에서 출진하여 안델핑엔을 장악하고, 핀에서 나우엔도르프 백작을 후퇴시켰다. 프랑스군은 오스트리아 예비군이 나타나자 철수할 수밖에 없었지만, 그럼에도 불구하고 771명의 손실로 오스트리아군에게 약 2,000명의 사상자와 3,000명의 포로를 사로잡는 전공을 거두었다.
27일에 미셸 네 대공은 부상을 당했고, 그의 부하들은 빈터투어에서 마세나에게 쫓겨난 후 카를 대공과 호체의 긴밀한 압박을 받아 취리히에 군대를 집중시켰다.
그달 말까지 프랑스군은 전열을 재정비했다. 술트의 사단은 앙드레오시가 건설한 확고한 진영에서 북쪽으로 탁 트인 시골이 내려다보이는 취리히베르크에 있었다. 그의 왼쪽에는 우디노의 사단이 지원을 하고 있었고, 가잔의 여단은 취리히 시내에 있었다. 타로의 사단은 라인강 왼쪽을 바젤을 지키고 있는 로르제 휘하의 군대와 함께 아레강을 가로질러 라인을 계속했다. 술트의 오른쪽에서 샤브랑은 취리히 호수의 남쪽을 지켰고, 루체른과 안데르마트 계곡. 약 52,000명의 프랑스군과 스위스군 전체에. 취리히베르크의 참호는 리스바흐에서 횡크까지 8km 거리의 반원 내에 있었지만, 불완전했다.
카를 대공은 어렵지만, 가장 확실한 경로를 통해 좌익과 중앙으로 취리히베르크를 직접 공격하기로 결정하고, 우익을 뒤로 빼 퇴각선을 보호했다.

## 옐라치치의 비티콘 진격
6월 2일, 카를 대공은 옐라치치 휘하의 호체의 선봉대가 비티콘 인근의 주요 프랑스 진지를 향해 진격하고 있다는 사실을 알게 되었다. 그리고 그의 다른 모든 군대가 준비될 때까지 공격하지 말라고 명령하는 메시지를 보냈다. 그러나 3일 오전 3시부터 이 지시가 도착했을 때 옐라치치는 이미 움베르의 여단과 교전을 벌이고 있었고, 작전은 곧장 필사적인 전투로 발전했다. 4시간 후 술트의 부하들은 비티콘에서 쫓겨났고, 전투는 하루종일 계속되었다. 술트에게 상황이 심각해 보이기 시작하자 마세나는 머스켓을 손에 들고 예비 척탄병의 머리에 반격을 주도했다. 연합된 노력은 결국 오스트리아군을 밀어내고 피비린내 나는 전투 후에 진영을 확보했으며, 프랑스군은 마세나의 참모장 셰랭(Chérin)이 치명상을 입는 것을 포함하여 500명이 사망하고, 부상당했다.

## 취리히베르크 공격
다음 날 6월 4일 카를 대공은 글라트를 건너 5개 전열에서 광범위한 공격을 시작했다.
- 오스트리아군의 좌익에서는 옐라치치 휘하의 제1 종대(5개 대대와 3개 중대)가 높은 도로를 따라 취리히를 향해 진군하여 라퍼스빌 성문을 돌파하는 데 성공했지만, 우디노 사단의 가잔 여단에 의해 퇴각당했고, 반복적인 공격에도 불구하고 더 이상 이루어지지 않았다. 전진.
- 오른쪽에서 베이 휘하의 제2 종대 (4개 대대와 3개 중대)가 히르슬란덴 마을을 점령하고 경사면을 오르려고 시도했다. 그러나 브루네 휘하의 프랑스군은 반격을 가해 오스트리아군을 제1군에 합류하도록 강제했다.
- 로트링겐 공 휘하의 제3군은 행군의 직접적인 경로가 비실용적임을 발견하고, 팔란덴과 파프하우젠을 통해 우회되었다. 그러나 공격은 참호에서 살인적인 화재가 발생하기 전에 실패했다.
- 호체 휘하의 제4군(7개 대대와 12개 중대)는 제3군 뒤에서 뒤벤도르프의 글라트강을 건너 슈테트바흐를 통해 전진하여 슈바멘딩엔에서 프랑스군을 몰아냈다.
- 로이스 공 (10개 대대와 20개 중대) 휘하의 제5군은 제바흐와 욀리콘을 싣고 오를리콘에서 왼쪽에 있던 로젠베르크 휘하의 지휘부 일부를 분리하여 취리히에 대한 공격에 합류했다.

우디노는 취리히에서 병력의 절반을 잃었지만, 그럼에도 불구하고 오스트리아 측면에서 운전을 시도하면서 로젠베르크에게 몸을 던졌다. 필사적인 전투 후 프랑스군은 후퇴했고 우디노는 가슴에 공을 맞아 부상을 입고 들판에서 쫓겨났다. 나우엔도르프 휘하의 카를의 오른쪽 측면(15개 대대와 9개 중대)은 글라트펠덴을 수비하기 위해 뒤로 물러났다.
취리히베르크에서 술트의 사단은 3개 종대에 의해 공격을 받아 참호에 갇혔다. 반복되는 공격은 무산되었고 전투는 격렬한 총격전으로 번졌다. 오후 2시에 카를은 자신의 명예 근위대를 포함하여 자신의 예비군에서 5개 대대를 소집하고, 월리스 백작 올리비에에게 그들을 이끌고 언덕을 올라갔다. 다리를 감시하기 위해 한 대대를 남겨두고 월리스는 나머지 4개 대대를 이끌고 프랑스군 방어선에 맞서 가파르고 좁은 계곡을 올라갔다. 전투는 근접한 백병전으로 변질되었으며, 병사들은 머스킷 총구를 사용하여 프랑스의 아바티스에 맞섰다.
마침내 오후 8시, 필사적인 전투 끝에 오스트리아군은 돌파하여 후방의 진영으로 쏟아부을 수 있었다. 손에 검을 쥐고 있는 술트와 그의 참모진은 몇몇 군대 중대의 선두에 서서 오스트리아군의 후방에 반격을 가하고 그들을 언덕 아래로 몰아넣었다. 마세나는 그의 포병에게 그들의 노력을 배가하고 척탄병의 예비를 불러들일 것을 촉구했다. 오스트리아군의 공격은 무너졌다. 진영에 있던 자들은 흩어졌고 뒤에 있던 자들은 뒤로 쫓겨났다.
하루 동안 카르 대공은 부상당한 장군 3명과 포로 1,200명을 포함하여 2,000명의 병사를 잃었다. 프랑스군은 1,200명 이상의 전사자와 부상자를 잃었다.

## 영향
4일의 피비린내 나는 전투 후, 카를 대공은 회복하기 위해 짧은 거리를 후퇴하고 6일을 위한 2차 공격을 고안했다. 앙드레 마세나는 5일의 시간을 이용해 전열을 정비하고, 그날 밤 오스트리아군이 공격을 위해 모였을 때 취리히에서 지휘한 28문의 포를 포기하고 취리히 앞의 보강 진지로 후퇴했다. 그의 병력은 이제 더 집중되었고, 적들은 호수 때문에 병력을 분할할 수 밖에 없도록 했다.
전투의 둘째 날은 오지 않았다. 6일 정오에 프랑스군은 취리히를 떠날 수 있었고, 마세나는 위틀리베르크로 철수하여 리마트강 강변을 따라 전선을 배치했다. 취리히에서 카를 대공은 다양한 구경의 150문의 대포를 발견했다. 전투의 결과는 또한 오스트리아-러시아 관계에 손상을 입혔는데, 이는 카를이 프랑스의 패배를 후속 조치하는 데 실패했기 때문이다..
인원 측면에서 양측 모두 루이 니콜라 이아생트 셰랭과 올리비에 왈리스 장군에게 패했다.

## 참조
- French Revolutionary Wars: Campaigns of 1799